# Pissy-Pôville
Pissy-Pôville è un comune francese di 1 305 abitanti situato nel dipartimento della Senna Marittima nella regione della Normandia.

## Società

### Evoluzione demografica
Abitanti censiti